# Aruncarea cu telefonul mobil
Aruncarea cu telefonul mobil este un sport, în care câștigătorul este cel care aruncă telefonul mobil cel mai departe.

## Recorduri
- În 22 august 2012, un finlandez pe nume Ere Karjalainen a reușit să arunce cu un telefon mobil Nokia la aproximativ 101,46 metri depărtare, stabilind un record mondial.[5][6]
- Germanul Tom Philipp Reinhardt a doborât recordul lui Ere Karjalainen, aruncând cu telefonul mobil la o distanță de aproximativ 136,75 de metri.[7]